# Le Monastier-sur-Gazeille
Le Monastier-sur-Gazeille – miejscowość i gmina we Francji, w regionie Owernia-Rodan-Alpy, w departamencie Górna Loara.
Według danych na rok 1990 gminę zamieszkiwało 1828 osób, a gęstość zaludnienia wynosiła 46 osób/km² (wśród 1310 gmin Owernii Le Monastier-sur-Gazeille plasuje się na 118. miejscu pod względem liczby ludności, natomiast pod względem powierzchni na miejscu 92.).